# Taiwanese Cultural Association
La Asociación Cultural de Taiwán (TCA) fue una organización importante durante el dominio japonés de Taiwán. Fue fundado por Chiang Wei-shui el 17 de octubre de 1921, en Daitōtei, un distrito en la actual Taipei.

## Historia
Después de la Primera Guerra Mundial, una epidemia de autodeterminación y democracia envolvió al mundo. No hace falta decir que Taiwán también se inundó con este nuevo sentido de independencia. Inspirados por el Movimiento Samil en Corea en 1919, los estudiantes universitarios taiwaneses en Japón desarrollaron aún más su anhelo por un Taiwán independiente.
En ese momento, solo las familias taiwanesas acomodadas podían enviar a sus hijos a universidades japonesas. La mayoría de estos niños nacieron y se criaron durante la colonización japonesa de Taiwán. Por lo tanto, se les enseñó usando métodos y costumbres japonesas muy diferentes a la educación de sus padres, una educación china formal que enseñaba estrictamente tradiciones y filosofías antiguas. En Japón, los estudiantes taiwaneses sufrieron un racismo extremo no solo por parte de los estudiantes japoneses sino también de sus amigos y familiares. Cuando los japoneses los trataban indebidamente (por ejemplo, ser llamados  (清國奴 Chankoro?, Qing esclavos), estos estudiantes a menudo buscaban métodos para eludir los problemas. Sin embargo, debido a estas acciones, los estudiantes coreanos a menudo se burlaban de ellos por no luchar por sus propios derechos.

### Japón
Japón no solo fue el centro de aprendizaje avanzado para los estudiantes taiwaneses, sino también una excelente oportunidad para aprender ideas revolucionarias como la igualdad para todas las personas y la libertad, opciones que el régimen opresor japonés no permitiría. Aquí fue donde los intelectuales adoptaron ideas nuevas y más innovadoras para lograr la independencia o la autonomía de Taiwán. Estos intelectuales a menudo celebraban conferencias discutiendo posibilidades beneficiosas. Solicitaron al gobierno japonés que permitiera la promulgación de un comité representativo que hablara a favor del pueblo taiwanés, dando así un paso vital hacia la democracia. El comité, establecido en 1921, se llamó Movimiento de Petición para el Establecimiento de un Parlamento Taiwanés. Lin Hsien-tang fue elegido como su líder. Durante su lapso de catorce años, se llevaron a cabo muchos mítines.